# سحر غريب
سحر غريب (بالإنجليزية: Strange Magic)‏ هو فيلم رسوم متحركة أمريكي، شارك في الفيلم كل من آلان كومينغ، إيفان رايتشل وود، كريستين تشينوويث، مايا رودولف، سام بالاديو وألفريد مولينا. صدر الفيلم في 23 يناير 2015.

## وصلات خارجية
- سحر غريب على موقع IMDb (الإنجليزية)
- سحر غريب على موقع ميتاكريتيك (الإنجليزية)
- سحر غريب على موقع روتن توميتوز (الإنجليزية)
- سحر غريب على موقع قاعدة بيانات الأفلام العربية
- سحر غريب على موقع ألو سيني (الفرنسية)
- سحر غريب على موقع Turner Classic Movies (الإنجليزية)
- سحر غريب على موقع أول موفي (الإنجليزية)
- سحر غريب على موقع بوكس أوفيس موجو (الإنجليزية)
- سحر غريب على موقع فيلمافينيتي (الإسبانية)
- سحر غريب على موقع قاعدة بيانات الأفلام السويدية (السويدية)